# Adalberto Gastão de Sousa Dias
Adalberto Gastão de Sousa Dias (Chaves, 31 de Dezembro de 1865 – Mindelo, Cabo Verde, 27 de Abril de 1934) foi um militar do Exército Português, onde atingiu o posto de general, que se notabilizou como um dos mais coerentes opositores ao regime da Ditadura Nacional implantado pelo Golpe de 28 de Maio de 1926, tendo um importante papel na defesa da Primeira República Portuguesa, quando esta esteve em perigo, e na resistência à ditadura que lhe pôs termo.
Foi agraciado com os graus de Grande-Oficial da Ordem Militar de Avis (31 de dezembro de 1920), Comendador da Ordem Militar de Cristo (15 de outubro de 1923), Comendador da Ordem Militar de Sant'Iago da Espada (5 de outubro de 1924) e Grande-Oficial da Ordem da Liberdade (30 de junho de 1980, a título póstumo).